# L'Ange et la Femme

L'Ange et la Femme est un film canadien réalisé par Gilles Carle, sorti en 1977.
Ce film eut une diffusion restreinte.

## Synopsis
Un ange, Gabriel, découvre dans une forêt enneigée le corps d'une femme assassinée. Il l'emporte dans sa cabane et parvient à la ressusciter. Fasciné par sa beauté, l'ange tombe amoureux de la femme qui n'a conservé aucun souvenir de sa vie passée. Peu à peu, elle réapprend à vivre, bercée par la passion et les principes de l'ange. Ayant reconnu ses agresseurs parmi les inquiétantes silhouettes qui rôdent à l'extérieur, la femme les poursuit, courant à sa perte.

## Censure
La version censurée supprime une scène de fellation dans l'obscurité,.

## Fiche technique
- Titre : L'Ange et la Femme
- Réalisation : Gilles Carle
- Scénario : Gilles Carle
- Production : Robert Lantos et Stephen J. Roth
- Musique : Lewis Furey
- Photographie : François Protat
- Montage : Ophera Hallis
- Pays d'origine : Canada
- Format : Noir et blanc - Mono
- Genre : Drame
- Durée : 88 minutes
- Date de sortie : 1977
- Interdit aux moins de 16 ans

## Distribution
- Carole Laure :  La femme (Fabienne)
- Lewis Furey : L'ange (Gabriel)
- Jean Comptois :  Bandit
- Joe Elsnor :  Bandit
- Conrad Peterson :  Bandit
- Stephen J. Roth :  Bandit
- Stephen Lack :  Le chef

## Distinctions
- Prix de la critique au Festival international du film fantastique d'Avoriaz 1978